# کاسیری (ارکیپا)
کاسیری (به اسپانیایی: Casiri) یک کوه در پرو است که در منطقه ارکیپا واقع شده‌است. کاسیری ۵۶۴۷ متر بالاتر از سطح دریا واقع شده‌است.